# E스포츠

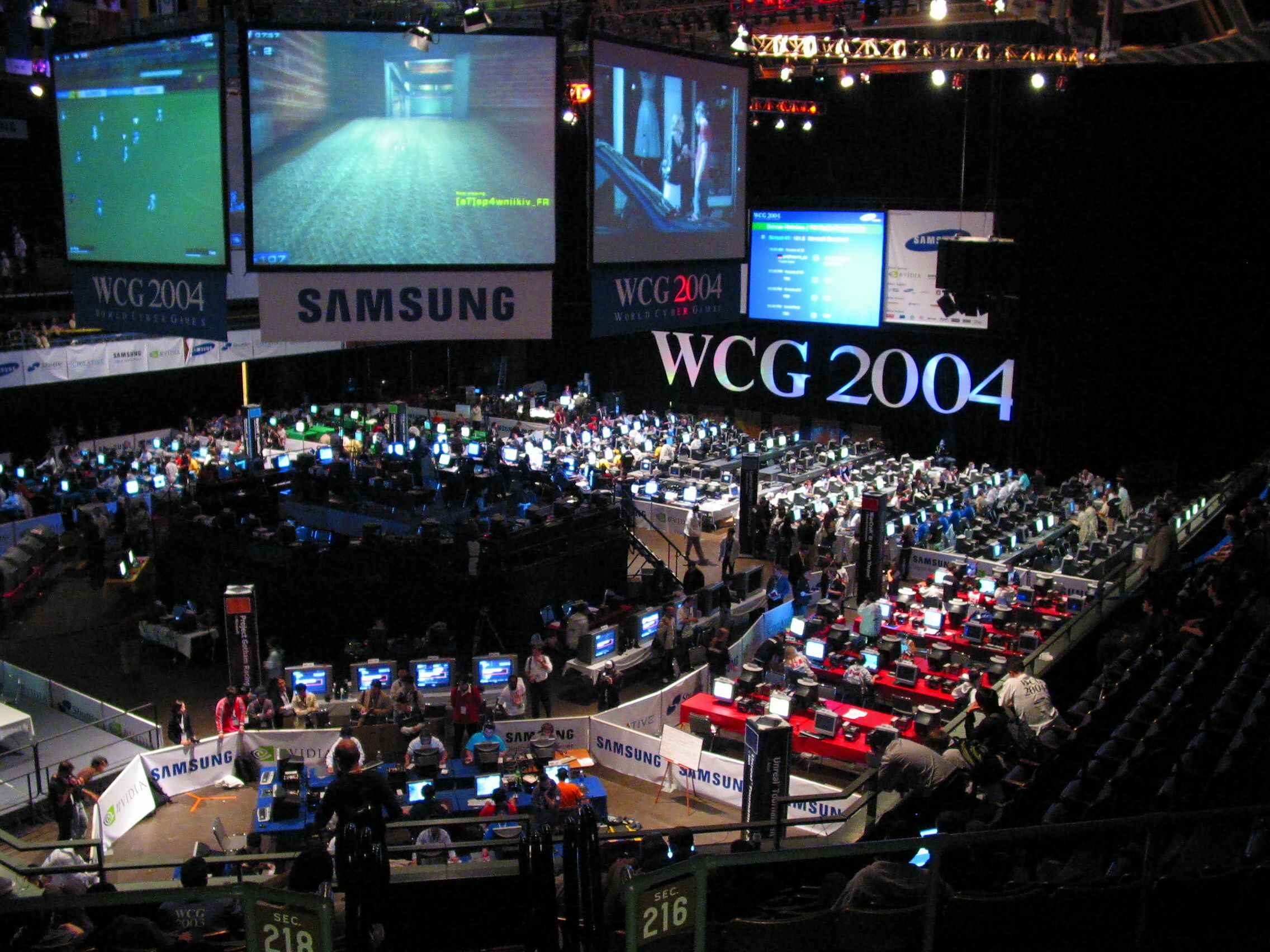
세계적인 규모의 e스포츠 대회 중 하나인 ‘월드 사이버 게임즈’의 2004년 대회 현장.

일렉트로닉 스포츠(영어: electronic sports) 또는 단순히 e스포츠(영어: esports, e-sports)는 게임물을 매개로 하여 사람과 사람 간에 기록 또는 승부를 겨루는 경기 및 부대 활동을 말한다.넓은 의미로는 실제 세계와 유사하게 구현된 가상의 전자 환경에서 정신적, 신체적인 능력을 활용하여 승부를 겨루는 여가 활동, 그리고 대회 또는 리그의 현장으로의 참여를 비롯해 전파를 통해 전달되는 중계의 관전을 포함하며, 이와 관계되는 커뮤니티 활동 등의 사이버 문화 전반 또한 e스포츠의 정의에 포함된다.
이것을 부르는 다른 말로는 사이버 스포츠(cyber sports)가 있고 주최하는 단체나 대회에 따라 다르게 부르기도 한다. e스포츠의 종목으로 간주되는 게임들은 보통 실시간 전략 게임, 1인칭 슈팅 게임, 경주 게임 같은 장르들이다. 게임 산업 진흥에 관한 법률 제 15조에 의하면 e스포츠는 게임물을 이용하여 하는 경기 및 부대 활동을 의미하며, 문화체육관광부장관은 e스포츠의 지원 육성을 하도록 규정하고 있다. 초창기에는 게임이라는 이유 때문에 사람들의 시선이 곱지는 않았었다. 그러나 문화체육관광부와 한국e스포츠협회의 기나긴 노력으로 e스포츠는 게임이 아닌 게임문화라는 새로운 탈바꿈을 하였다. 2017년 기준, 세계적으로 3억 8천만 명 이상이 인터넷을 통해 또는 대회 현장에서 e스포츠를 관람하고 있다. 이후 계속 증가하여 2022년 기준 이용자 5억 3,210만 명을 달성하였다. 미국의 Consumer Technology Association(CTA)은 연구 기관인 Interpret와 협력하여 2024년에는 전 세계 e스포츠 시청자 수가 5억 1,900만 명에 이를 것으로 전망하였다.

## 역사

### 초기 역사 (1972~1989년)
최초의 비디오 게임 대회는 1972년 10월 19일 스탠퍼드 대학교에서 《스페이스워!》라는 게임으로 개최되었다. 스탠퍼드 학생들은 은하간 우주전쟁 올림픽(Intergalactic spacewar olympics)에 초대되었고 대상을 받으면 롤링 스톤의 연간 구독이 수여되는 자리였는데, 브루스(Bruce Baumgart)가 파이브-맨-프리-포-올(five-man-free-for-all) 토너먼트에서 우승하였고, Tovar와 Robert E. Maas는 팀 대회(Team Competition)에서 우승하였다. 1980년에 아타리가 개최한 스페이스 인베이더 챔피언십은 최초의 대규모 비디오 게임 대회였으며, 미국에서 10,000명 이상의 참여자들을 끌어들였고 주류 취미로서 경쟁적인 게이밍을 하였다.

### 온라인 비디오 게임 (1990~1999년)
1990년대에 수많은 게임들, 특히 PC 게임들이 인터넷 접속 증가에 힘입었다. 이를테면, 1988년 게임 《Netrek》은 최대 16명이 참여할 수 있는 온라인 게임이었으며, 대체적으로 크로스 플랫폼 오픈 소스 소프트웨어로 작성되었다. Netrek은 세 번째 인터넷 게임이자, 메타 서버를 사용하여 개방형 게임 서버를 배치시킨 최초의 인터넷 게임이었고, 영구적인 사용자 정보를 보유한 최초의 게임이기도 했다. 1993년에 와이어드지는 이 게임을 "최초의 온라인 스포츠 게임"으로 부르게 되었다.

### 글로벌 토너먼트 (2000년~현재)
대한민국에서의 e스포츠의 성장은 1997년 아시아 금융 위기 이후 초고속 인터넷망의 대규모 건설에 영향을 받은 것으로 간주된다. 또, 당시 높은 실업률로 인해 수많은 사람들이 실직 중에 무언가 할 일을 찾게 만들었다는 의견도 존재한다. 대한민국의 e스포츠의 성장에 중요한 것은 PC방, LAN 게이밍 센터의 보급이다. 대한민국 문화체육관광부의 한국e스포츠협회는 한국의 e스포츠를 장려 및 규제할 목적으로 2000년에 설립되었다.
2010년대에 e스포츠는 시청자 및 상금 면에서 커다란 증가를 이루면서 엄청난 성장을 이루었다. 대형 토너먼트가 21세기 이전에 확립되긴 했지만 토너먼트의 수와 규모는 2000년에 대략 10개의 토너먼트였던 것이 2010년에는 약 260개까지로 늘어나면서 엄청난 증가세를 보여주었다.

## 스포츠로의 분류
비디오 게임을 스포츠로 이름 붙이는 일은 논란의 대상이다. 일부 게임을 스포츠로 명기하는 이유로서 e스포츠의 대중화를 이야기하는 이들도 있지만, 비디오 게임은 "진정한 스포츠"의 지위에 도달할 수 없다는 주장도 존재한다.

## e스포츠의 종목
e스포츠의 종목은 주로 게임을 즐기는 플레이어끼리 경쟁을 하는 게임으로 실시간 전략 게임과 1인칭 슈팅 게임 그리고 경주 게임이 주축이 된다.

### 스타크래프트: 브루드워
RTS (1:1 개인전, PC)
스타크래프트: 브루드워는 그 동안 대한민국에서만 가장 많이 플레이했던 e스포츠 종목으로 관객 동원에도 성공했으며, 베트남이나 중국 같은 국가에서는 이미 어느 정도 받아들여지고 있다. 대표적인 성공사례인 한국의 경우 한국e스포츠협회의 주관으로 온게임넷에서 주요 리그를 진행하고 있고, 월드 사이버 게임즈 첫대회부터 이어져 온 종목 중 하나이다. 스타크래프트 경기가 점차 활성화 되면서 여러 용어도 생겨 나게 되었는데, 경기를 시작할 때 "좋은 경기 합시다"라는 뜻의 Good Game(GG), 그리고 경기를 종료할 때는 "경기를 포기 합니다"라는 뜻의 Give up Game(GG)을 대화창에 입력하는 것이 대표적이다. 현재 공식 등록된 프로게이머도 가장 많으며, E스포츠 종목을 대표하는 종목으로 자리잡고 있다. 사실상 E스포츠가 생기게 된 결정적인 이유도 스타크래프트 게임의 영향이 가장 컸다고 해도 손색이 없을 정도로 대한민국에서 성공한 게임이다. 최근에는 스타크래프트 II로 전환이 되면서 해당 종목은 스타크래프트 II의 전신 종목이 되었다. 

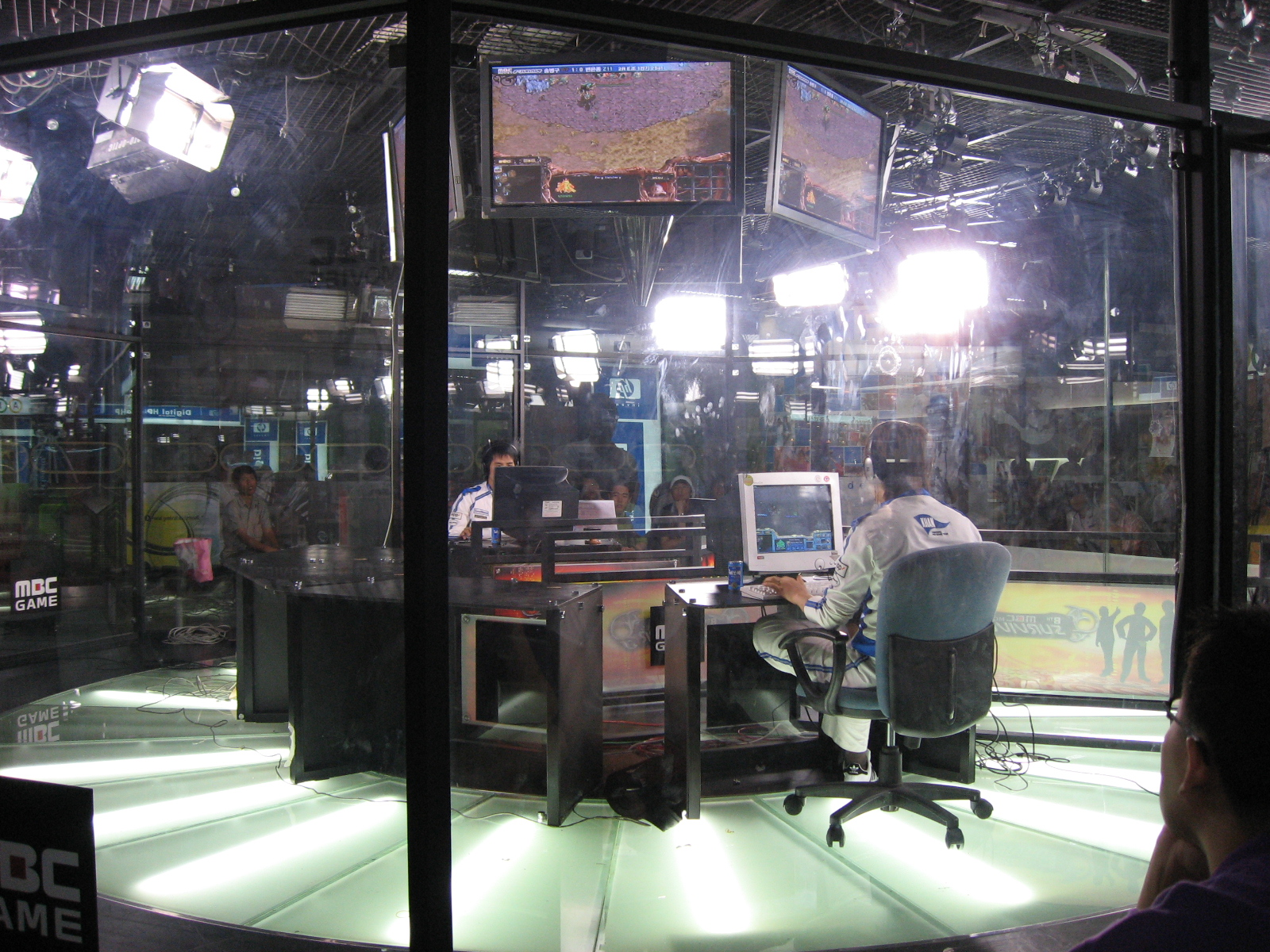
현재 대한민국은 e스포츠 종주국으로도 불리고 있다.

### 스타크래프트 II
RTS (1:1 개인전, PC)
2010년 발매 이후 새로운 패러다임으로 주목 받고 있다. 스타크래프트 II 로 활동하는 게이머도 많으며, 대회 규모와 우승 상금또한 기존의 어떤 E스포츠보다도 많을 정도로 어마어마하다. 스타크래프트: 브루드 워에서 II로 전향하여 활동중인 프로게이머도 쉽게 볼 수 있다. 이 후 스타크래프트 II로 종목이 전환이 되면서 현재는 스타크래프트: 브루드 워의 역사를 계속 잇게 되었고. 모든 프로게이머가 해당 종목으로 전환하게 되었다. 발매된 지 상당히 오래된 게임이지만, 최근까지도 활발하게 대회가 개최되고 있다. 가장 최근 대회로는 폴란드 카토비체에서 개최된 Intel Extreme Masters(IEM) Katowice 2024가 있다.

### 리그 오브 레전드
AOS (5:5 단체전, 온라인)
리그 오브 레전드의 대한민국 서버 개시를 시작으로 한국에서의 인기가 증가하여, 2012년 온게임넷에서 개최한 리그 오브 레전드 인비테이셔널 대회를 시범 대회로 시작하여 한국에 리그오브레전드 더 챔피언스라는 이름으로 정식 리그가 개최되며 인기가 시들어가는 스타크래프트2와 스타리그를 대체할 새로운 주력 E스포츠 종목으로 자리매김하였다. 리그 오브 레전드의 개발사인 라이엇 게임즈는 시즌 3인 2013년부터 북미, 유럽 지역에서 직접 리그를 운영하고 있다. 또한, 2011년부터 매년 가을마다 전 세계 최강팀을 가리는 자리인 월드 챔피언십을 개최하며 세계 각국의 많은 E스포츠 팬들의 관심을 모으고 있다. 2014년 월드 챔피언십 결승전이 서울 상암에서 개최됐는데 이날 경기는 무려 4만 명이 넘는 유료 관객이 참가했다. 매년 그 관심은 더욱 뜨거워져 2024년 월드 챔피언십 결승전의 관객은 약 694만 명에 달하며, 이는 그 전의 기록을 뛰어넘는 신기록이다.

### 카트라이더
경주 게임 (4:4 팀전,개인전,온라인)
카트라이더는 로두마니 스튜디오가 제작 하고 넥슨이 서비스 하는, 카트 경주를 배경으로 한 경주 게임이다.
2005년 2월 esports 공인 종목으로 선정되었으며, 현재 스타크래프트와 더불어 리그가 꾸준히 열리고 있다. 이후 넥슨에서의 리그 임시 중단 소식이 들려오며 침체기가 오는 듯 했으나, '2024 GES 광주 전국 아마추어 e스포츠 대회'나 '2024 군산 아마추어 e스포츠 대회' 등의 아마추어 리그에서는 여전히 많은 관심을 받고 있다.

### 워크래프트3
RTS (1:1 개인전, PC)
워크래프트 3는 블리자드 엔터테인먼트에서 발행하는 실시간 전략 게임으로 중국, 대한민국, 독일을 비롯해 전 세계적으로 플레이되고 있는 e스포츠 종목이다. 블리자드 엔터테인먼트가 조직하는 행사와, 한국의 소규모 대회들, 중국의 여러 가지 토너먼트 등이 있지만 중국을 제외하고는 세계적인 대회는 거의 없다.

### 카운터 스트라이크:글로벌 오펜시브
FPS (5:5 단체전, PC)
카운터 스트라이크는 밸브 코퍼레이션에서 발행하는 1인칭 슈팅 게임으로, 북미와 유럽을 비롯해 가장 세계적으로 플레이되고 있는 e스포츠 종목이다. 수십 개의 프로 팀이 있고 세계 각지에서 대회가 열려 매년 100억원 이상의 상금 규모를 가지고 있다. 가장 최근에 열린 BLAST Open Spring 2025에서 최대 동시 시청자 수 851,728명을 기록하였고, BLAST Premier 시리즈 중 메이저 대회를 제외하고 세 번째로 높은 시청률을 달성했다. 또한, 총 시청 시간은 2,800만 시간을 넘어서며, 평균 시청자 수는 305,998명을 달성하며 성황리에 대회를 마무리했다.

### 서든어택
FPS (5:5 단체전, 온라인)
서든어택 리그 또한 여러 후원사들의 도움으로 해마다 꾸준히 열리고 있다. 가장 최근 열린 대회로는 ‘2024 서든어택 챔피언십 시즌 2’가 있다.

### 스페셜포스, 스페셜포스2
FPS (5:5 단체전, 온라인)
스페셜포스, 스페셜포스2는 카트라이더와 더불어 대한민국 대표 게임이었으나, 인기 저하로 인해 2013년부터 리그를 열지 못하고 있다.
다만 현재까지도 전신이라고 하는 SF1(스폐셜포스1)은 동남아 대회와 또 국내(마스터즈대회)는 주기적은 아니지만 단기간 소규모 대회가 열리고는 있다.

### FC 온라인
스포츠 게임 (개인전 1:1 풀리그/토너먼트)
현재 스포티비 게임즈에서 피파온라인4 챔피언십이 열리고 있으며 국내 대회에서 우승을 한 선수가 국제 대회에 국가대표로 선발되어 경기를 치른다.

### 도타 2
AOS (5:5 단체전, 온라인)
밸브에서 제작한 AOS게임으로, 곰eXp와 넥슨에서 주최한 넥슨 스타터리그를 시작으로 스포티비게임즈와 넥슨에서 주최한 코리아 도타2 리그가 공식리그로 열리고 있다.

### 히어로즈 오브 더 스톰
AOS (5:5 단체전, 온라인)
블리자드 엔터테인먼트에서 개발한 AOS게임이다. 블리자드 엔터테이먼트에서 히어로즈 오브 더 스톰 글로벌 챔피언십을 주관하여 열리고 있다,지금은 대회가 열리지 않는 상황이다 하지만 영구적으로 히어로즈 오브 더 스톰의 이스포츠를 영구적으로 중지한다는 공식입장이 아직은 없으므로 실망은 하지 않아도 된다.
(참고:https://m.post.naver.com/viewer/postView.nhn?volumeNo=17336775&memberNo=35174078)

### 하스스톤
CCG (1:1 개인전, 온라인)
하스스톤은 블리자드 엔터테인먼트에서 개발한 CCG(Collectible Card Game)으로 최근 모바일 버전을 출시하며 큰 흥행을 이끌고 있다.
해외에선 리그가 자주 열리고 있었으나, 국내에선 소규모의 리그만이 열리고 있었다. 2015년 3월 30일 기점으로 국내 게임 방송사 온게임넷에서 리그를 개최하며
새로운 E스포츠 장르로 자리매김을 하였다.

### 오버워치
FPS (5:5 단체전, 온라인)
오버워치는 2016년 5월 후반기에 블리자드 엔터테인먼트에서 개발한 근미래를 배경으로 한 팀 중심의 1인칭 슈팅 게임이다. 2017년까지는 각 국가와 지역별로 산발적으로 대회가 개최되었고, 큰 대회로는 대한민국 OGN의 오버워치 APEX등이 있었다. 2018년으로 들어서며 최상위 대회인 오버워치 리그를 중심으로 대회들이 재편되었고, 이에 따라 오버워치 리그를 중심으로 선수 풀을 담당하는 하부 대회인 오버워치 컨텐더스와 오버워치 오픈 디비전 등이 각 지역별로 존재하는 형태로 바뀌었다.

### 배틀그라운드
FPS (개인전,단체전, 온라인)
배틀그라운드는 PUBG 주식회사(前 블루홀 지노게임즈)에서 개발하고 블루홀에서 발매한 서바이벌 슈팅 게임이다. 출시 직후 여러 곳에서 주목을 끈 만큼 여러 종류의 e스포츠 대회가 개최되고 있다.

## 주요 대회
세계(통합)
- 월드 사이버 게임즈 (폐지 후 2019년 부활)
- IeSF 그랜드 파이널
- 인텔 익스트림 마스터즈
- 리그 오브 레전드 월드 챔피언십 (리그 오브 레전드)
- 리그 오브 레전드 미드 시즌 인비테이셔널 (리그 오브 레전드)
- 디 인터네이셔널 (도타 2)
- 월드 챔피언십 시리즈 (스타크래프트 2)
- 블리즈컨 월드 챔피언십 (하스스톤)

대한민국
- 스타리그 (스타크래프트 → 스타크래프트 2)
- 스타크래프트 프로리그 (스타크래프트 → 스타크래프트 2)
- 글로벌 스타크래프트 II 리그 (스타크래프트 2)
- 리그 오브 레전드 챔피언스 (리그 오브 레전드)
- 카트라이더 리그 (카트라이더)
- 피파온라인3 챔피언십 (피파 온라인 3)
- 코리아 도타 2 리그 (도타 2)
- 하스스톤 마스터즈 코리아 (하스스톤)

## 같이 보기

### 관련조직과 행사
- 국제 e스포츠 연맹
- 한국e스포츠협회
- e스포츠연맹
- 프로게이머
- 프로게임단
- 지스타

### 방송
- 온게임넷
- SPOTV 게임즈
- 곰eXP
- OGN

### 언론
- 포모스
- 인벤

### e스포츠와 관련 있는 게임
- 스타크래프트
- 스타크래프트 II: 자유의 날개
- 리그 오브 레전드
- 카트라이더
- 워크래프트3
- 카운터 스트라이크
- 서든어택
- 스페셜포스
- 스페셜포스2
- FC 온라인
- 도타2
- 하스스톤
- 베인글로리
- 배틀그라운드
- 오버워치

### e스포츠 종류
- 컴퓨터
- PC 게임
- 온라인 게임
- 비디오 게임